# تشاخروو
تشاخروو (به چکی: Čachrov) یک منطقهٔ مسکونی در جمهوری چک است که در ناحیه کلاتووی واقع شده‌است. تشاخروو ۸۸٫۱۸ کیلومتر مربع مساحت و ۵۲۳ نفر جمعیت دارد و ۷۱۶ متر بالاتر از سطح دریا واقع شده‌است.